# Austin Tappan Wright

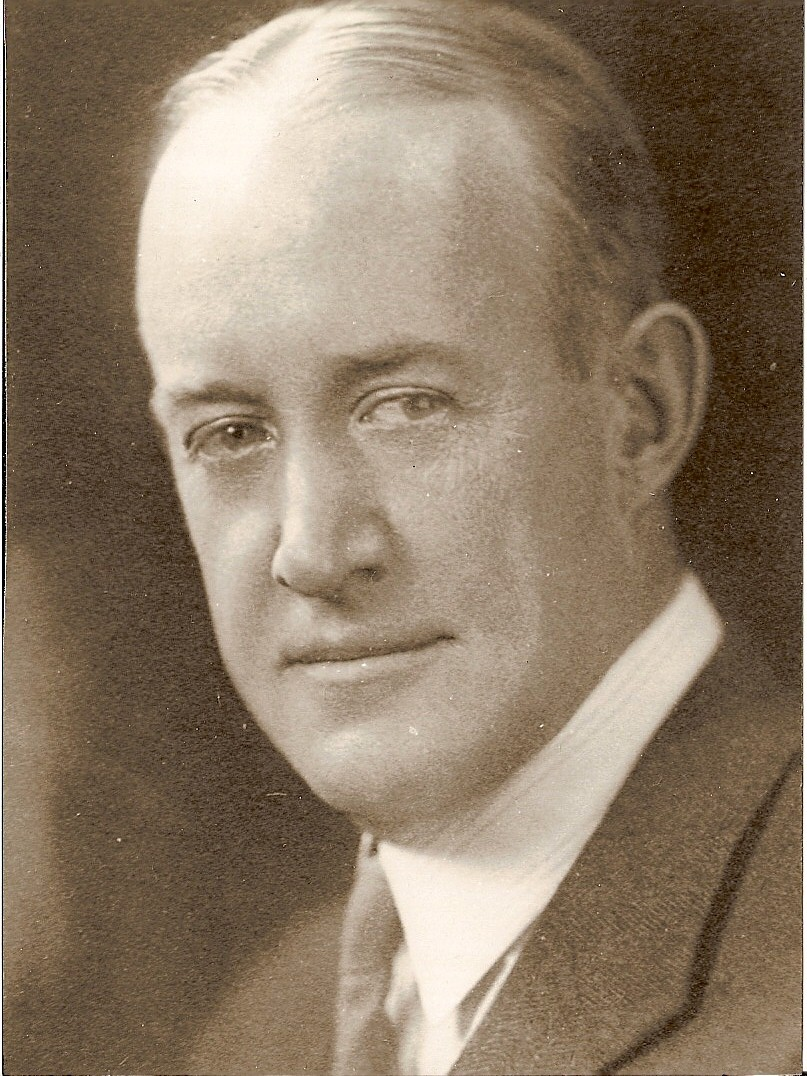
Austin Tappan Wright

Austin Tappan Wright (* 20. August 1883 in Hanover, New Hampshire; † 18. September 1931 in Santa Fe, New Mexico) war ein US-amerikanischer Rechtswissenschaftler und Science-Fiction-Schriftsteller, der am bekanntesten für sein Hauptwerk, die Utopie Islandia, wurde.

## Leben
Austin Tappan Wright war Sohn klassischer Gelehrter: John Henry Wright und Mary Tappan Wright; sein Bruder war der Geograf John Kirtland Wright. Er war der Onkel des Schriftstellers Austin Wright (der nach ihm benannt wurde) und der Großvater des Herausgebers Tappan Wright King.
Er heiratete am 14. November 1912 Margaret Garrad Stone. Sie hatten vier Kinder, William Austin, Sylvia, Phyllis und Benjamin Tappan. Die Familie lebte nacheinander in Berkeley, Kalifornien und Philadelphia, Pennsylvania. Wright starb infolge eines Autounfalls in der Nähe von Santa Fe, New Mexico, am 18. September 1931. Er wurde von seiner Frau, seinen Kindern und seinem Bruder überlebt.
Wright trat 1901 in das Harvard College ein und schloss sein Studium 1905 mit einem B.A. ab. Er schrieb sich 1906 an der Harvard Law School ein und unterbrach dort sein Studium, um 1906–1907 ein Jahr lang die Universität Oxford zu besuchen, bevor er zurückkehrte und sein Studium 1908 mit "cum laude" und einem LL.B abschloss. Während seines letzten Jahres in Harvard war er in der Redaktion der Harvard Law Review tätig.
Von 1908 bis 1916 arbeitete Wright für die Anwaltskanzlei von  Brandeis, Dunbar und Nutter in Boston. Im Anschluss lehrte er von 1916 bis 1924 an der School of Jurisprudence der University of California, Berkeley. Seine Lehrtätigkeit wurde durch den Ersten Weltkrieg unterbrochen. Er arbeitete als Assistent der US-Schifffahrtsbehörde und der US-Schifffahrtsbehörde Emergency Fleet Corporation in San Francisco. Nach dem Krieg war er von 1919 bis 1924 Rechtsanwalt in der Anwaltskanzlei Thatcher and Wright in San Francisco. Von 1924 bis zu seinem Tod im Jahr 1931 lehrte Wright an der University of Pennsylvania. Im Laufe dieser Jahre hatte er auch Lehraufträge an anderen Universitäten: 1922 an der Stanford University, 1924 an der University of Michigan und 1931 an der University of Southern California.
Zu seinen Unterrichtsfächern gehörten Gewohnheitsrecht, Partnerschaften, Unternehmen, Schadenersatz, Hypotheken, Städtische Körperschaften, Militärrecht und Gerichtsverfahren, wobei seine eigenen Hauptinteressen im Gewohnheitsrecht und im Militärrecht lagen. Er veröffentlichte ausgiebig in verschiedenen juristischen Fachzeitschriften, insbesondere in der California Law Review und der University of Pennsylvania Law Review.

## Literarisches Schaffen
Obwohl Wrights Fachkollegen bewusst war, dass er literarische Interessen außerhalb seines Fachgebiets hatte und einige erwarteten, dass er sich irgendwann auf andere Gebiete der Literatur ausbreiten könnte, schienen diese Möglichkeiten durch seinen frühen Tod ausgeschlossen zu sein. Zu Lebzeiten veröffentlichte er im April 1915 nur eine Erzählung, die Kurzgeschichte 1915? in Atlantic Monthly.
Nur wenige Menschen außerhalb von Wrights eigener Familie wussten, dass er lange Zeit an einer umfassenden utopischen Fantasie über ein imaginäres Land namens Islandia gearbeitet hatte, vergleichbar mit J. R. R. Tolkiens lebenslanges Schaffen um Mittelerde.
In seinem Nachlass fand sich ein 2300-seitiges Manuskript eines Romans, der das Land erkundete, mit Anhängen, die ein Glossar der Inselsprache, eine Bevölkerungsliste, ein historisches Adels- sowie ein Ortsverzeichnis und eine Geschichte der einzelnen Provinzen enthielten. Ein weiteres Buchmanuskript soll eine allgemeine Geschichte des Landes sein.
Nach Wrights Tod editierte seine Witwe das Manuskript zur Veröffentlichung und nach ihrem eigenen Tod im Jahr 1937 überarbeitete ihre Tochter Sylvia den Text weiter. Der Roman Islandia, basierend auf den Anhängen von Wright, wurde schließlich 1942 zusammen mit einer Werbebroschüre von Basil Davenport veröffentlicht, An introduction to Islandia; its history, customs, laws, language, and geography, basierend auf dem ursprünglichen ergänzenden Material.
Islandia wurde ein Kultklassiker und brachte schließlich drei Fortsetzungen durch Mark Saxton hervor.
Wrights Artikel, einschließlich der Kohlenstoff-Typoskripte der ungekürzten Version von Islandia und der unveröffentlichten Islandia: History and Description, Dreams and Other Verses, College-Schriften und Briefe an Familienmitglieder, befinden sich in der Houghton Library an der Harvard University. Ein Teil der Korrespondenz seiner Frau befindet sich in den Schriften der Fay-Familie am Radcliffe College.
2018 wurde Islandia für einen Retro Hugo Award nominiert.

## Bibliografie

### Fiktion
- 1915? (1915)
- Islandia (1942)
- An introduction to Islandia; its history, customs, laws, language, and geography (1942) (mit Basil Davenport)
- The Story of Alwina (1981)

### Lyrik
- The Voyagers (1906)

### Sachbücher
- Undisclosed Principal in California (1917)
- Government Ownership and the Maritime Lien (1919)
- California Partnership Law and the Uniform Partnership Act (1921)
- Supervening Impossibility of Performing Conditions in Admiralty (1923)
- Uniformity of Maritime Law in the United States (1925)
- Opposition of the Law to Business Usages (1926)
- Private Carriers and the Harter Act (1926)
- The New Ohio General Corporation Act (1927)
- An Islandian on the Islands: a Field Report (1963)